# Casa de Borbón
La casa de Borbón (en francés, Bourbon; en italiano, Borbone) es una casa real de origen francés (aunque la primera corona a la que accedió fue la del reino de Navarra), actual casa reinante en España y Luxemburgo. El apellido Bourbon o, en España, Borbón procede de un topónimo: el castillo de Borbón-l'Archambault, situado en el departamento francés de Auvernia (distrito de Moulins), por ser esta la casa matriz de todos los nobles de esa estirpe que, según cuentan los genealogistas, descienden de una rama secundaria de los Capetos, dinastía que gobernó Francia entre los años 987 y 1328. 
Los Borbones gobernaron primero en Navarra y Francia, pero para el siglo XVIII los miembros de la casa de Borbón llegaron a los tronos de España y del sur de Italia, en particular el Reino de las Dos Sicilias, además de varios pequeños ducados y condados.

## Orígenes
La Casa de Borbón es una rama de la dinastía de los Capetos, la más antigua dinastía real de Europa, que incluye a todos los descendientes de Hugo Capeto. La rama de Borbón procede del décimo hijo del rey Luis IX de Francia: el señor de Clermont, Roberto de Francia, que se casaría con Beatriz de Borgoña, señora de Borbón. El primer duque de Borbón en 1319 fue el hijo de ambos, Luis I de Borbón.
Esta casa real gobernó la Baja Navarra (desde 1555), y Francia (desde 1589) de manera conjunta hasta 1789 (estallido de la Revolución francesa), cuando el reino de Navarra (Baja Navarra) fue abolido y su territorio integrado al reino francés. La monarquía (constitucional desde 1791) francesa quedó abolida en 1792, y el rey Luis XVI de Francia (y V de Navarra), fue ejecutado en enero de 1793.
Posteriormente hubo una restauración, tras la caída del primer Imperio francés en 1815; pero la Revolución de Julio les depuso otra vez y la rama de Orleans tomó el poder entre 1830 y 1848, cuando la monarquía borbónica fue abolida de manera definitiva.
El primer miembro de la Casa de Borbón en España fue Felipe de Anjou, nieto de Luis XIV de Francia, que reinó durante 45 años con el nombre de Felipe V, y sucedió a los Austrias. Es en este periodo en el que se reemplaza el original francés Bourbon por su castellanización, Borbón.
En España, sus reinados se sucedieron de 1700 a 1808 (interrumpidos por la guerra de la Independencia), de 1813 a 1868 (interrumpidos por el Sexenio Democrático, incluyendo la Primera República), de 1874 a 1931 (que dio paso a la Segunda República y, tras la guerra civil, esta a la dictadura de Francisco Franco) y desde 1975 hasta la fecha.
Es de la línea española (Borbón-Anjou), de la que se desprende, por ejemplo, la línea de los gobernantes del Reino de las Dos Sicilias (Borbón-Dos Sicilias), del Ducado de Parma (Borbón-Parma) y del Gran Ducado de Luxemburgo (Borbón-Nassau). Los pretendientes del Imperio de Brasil (Orleans-Braganza), al igual que los pretendientes orleanistas del Reino de Francia (Borbón-Orleans), descienden de los Borbones franceses.
Junto a la línea francesa (Bourbon), se encuentran otras ramas extintas, como la de los príncipes de Condé (Bourbon-Condé) y la de los príncipes de Conti (Bourbon-Conti), y también líneas ilegítimas que viven hasta hoy, como la de los condes de Busset (Bourbon-Busset) y la incierta de los rajás de Shergar (Bourbon-Bhopal).

## Dinastías borbónicas
El término «Casa de Borbón» generalmente se suele referir a la dinastía capetiana de los Borbón, sin embargo, también puede describir a cualquiera de las dos dinastías sucesivas, que anteriores a esta, poseyeron el señorío de Bourbon-l'Archambault, después convertido en ducado de Borbón (1327). 
Los primeros señores de Borbón fueron los descendientes de Aimar de Borbón, señor de Souvigny, quienes se extinguieron por la línea masculina en 1171. Por el matrimonio de la última descendiente de esta familia, Mahaut de Borbón, con Guido II de Dampierre, el señorío pasó a una de las ramas de la familia Dampierre en 1196. El hijo de ambos, Archimbaldo VIII, tomó el nombre y las armas de su madre, «de Borbón», así como sus descendientes, quienes se extinguieron por la línea masculina en 1249.  
Por el matrimonio de la última descendiente de esta rama, Inés de Borbón-Dampierre, con Juan de Borgoña, este importante señorío pasó a manos de la hija de estos, Beatriz de Borgoña, señora de Borbón y después a su marido, Roberto de Clermont, por «el derecho de su mujer» (iure uxoris). Su hijo, Luis I, fue el primer duque de Borbón. La tercera casa de Borbón accedió al trono de Navarra en 1555 con Antonio de Borbón, y luego al trono de Francia en 1589, a través de su hijo Enrique IV. 
El apelativo «Casa de Borbón», luego fue retomado para describir a la Casa de Francia como un todo, oficialmente desde el 29 de junio de 1768, fecha de la muerte de Elena de Courtenay, con la cual se extinguió la rama de Courtenay, extinción que convirtió a los duques de Borbón en la única dinastía de la Casa de Francia.

### Primera Casa de Borbón
La Casa de Bourbon-Archambaud, primeros señores de Borbón, gobernaron de mediados del siglo IX hasta el año 1218. Se extinguieron con Arquimbaldo VII en 1171.
- Aimón I de Borbón (950-959).
- Arquimbaldo I de Borbón (959-990).
- Arquimbaldo II de Borbón (990-1034).
- Arquimbaldo III de Borbón (1034-1064).
- Arquimbaldo IV de Borbón (1064-1078).
- Arquimbaldo V de Borbón (1078-1096).
- Arquimbaldo VI de Borbón (1096-1116).
- Aimón II de Borbón (1116-1120).
- Archimbaldo VII de Borbón (1120-1171).
- Matilde I de Borbón (1171-1218). Junto a Guido II de Dampierre.

### Segunda Casa de Borbón
La Casa de Bourbon-Dampierre, señores de Borbón y de Dampierre, gobernaron de inicios del siglo XIII hasta el año 1310. Se extinguieron con Arquimbaldo IX en 1249.
- Archimbaldo VIII de Borbón (1218-1242).
- Archimbaldo IX de Borbón (1242-1249).
- Matilde II de Borbón (1249-1262).
- Inés de Borbón (1262-1288).
- Beatriz de Borbón (1288-1310). Junto a Roberto de Clermont.

### Tercera Casa de Borbón
La Casa de Bourbon-Clermont y sus ramas, duques de Borbón, gobernaron de inicios del siglo XIV hasta el año 1589, que el ducado fue absorbido por la Corona francesa. 
- Luis I de Borbón (señor, 1310-1327, y duque, 1327-1342).
- Pedro I de Borbón (1342-1356).
- Luis II de Borbón (1356-1400).
- Juan I de Borbón (1400-1434).
- Carlos I de Borbón (1424-1456).
- Juan II de Borbón (1456-1488).
- Carlos II de Borbón (1488).
- Pedro II de Borbón (1488-1503).
- Susana de Borbón (1503-1521).
- Carlos III de Borbón (1521-1527).
- Carlos IV de Borbón (1527-1537).
- Antonio de Borbón (1537-1562).
- Enrique de Borbón (1562-1610). Rey de Francia en 1589.

Entre sus descendientes se encuentran las actuales familias de Borbón.

## Otros títulos borbónicos

### Condes de Clermont

Escudo de los Borbón-Clermont.

- Luis de Borbón (1317-1327; 1331-1342)
- Pedro de Borbón (1342-1356)
- Luis de Borbón (1356-1400)
- Juan de Borbón (1400-1424)
- Carlos de Borbón (1424-1456)
- Juan de Borbón (1456-1488)
- Carlos de Borbón (1488)
- Pedro de Borbón (1488-1503)
- Susana de Borbón (1503-1521)
- Carlos de Borbón (1521-1523)

### Condes de La Marche

Escudo de los Borbón-La Marché.

- Luis de Borbón (1327-1342)
- Pedro de Borbón (1342-1356)
- Jaime de Borbón (1356-1362)
- Pedro de Borbón (1362)
- Juan de Borbón (1362-1393)
- Jaime de Borbón (1393-1438)
- Leonor de Borbón (1438-1464)
- Jaime de Borbón (1464-1477)
- Pedro de Borbón (1477-1503)
- Carlos de Borbón (1503-1523)

### Condes y Duques de Vendôme
- Luis de Borbón (1393-1446)
- Juan de Borbón (1446-1477)
- Francisco de Borbón (1477-1495)

Escudo de los Borbón-Vendôme.

- Carlos de Borbón (1495-1514) y Duque (1514-1537)
- Antonio de Borbón (1537-1562)
- Enrique de Borbón (1562-1589)
- César de Borbón (1589-1665)
- Luis de Borbón (1665-1669)
- Luis de Borbón (1669-1712)
- Felipe de Borbón, El Gran Prior (1712-1727)

### Condes y Duques de Montpensier
- Luis de Borbón (1428-1486)
- Gilberto de Borbón (1486-1496)
- Luis de Borbón (1496-1501)
- Carlos de Borbón (1501-1523)

Escudo de los Borbón-Montpensier.

- Luisa de Borbón Duquesa (1523-1561)
- Luis de Borbón (1561-1582)
- Francisco de Borbón (1582-1592)
- Enrique de Borbón (1592-1608)
- María de Borbón (1608-1627)
- Ana de Orleans, La Gran Mademoiselle (1627-1693)

### Príncipes de Dombes

Escudo del Principado de Dombes.

Escudo de Luis de La Roche-sur-Yon.

- Luis de Borbón (1400-1410)
- Juan de Borbón (1410-1434)

- Carlos de Borbón (1434-1456)
- Juan de Borbón (1456-1488)
- Carlos de Borbón (1488)
- Pedro de Borbón (1488-1503)
- Susana de Borbón (1503-1521)
- Carlos de Borbón (1521-1523)
- Luis de Borbón (1551-1582)
- Francisco de Borbón (1582-1592)
- Enrique de Borbón (1592-1608)
- María de Borbón (1608-1627)
- Ana de Orleans (1627-1693)
- Luis de Borbón (1681-1736)
- Luis de Borbón (1736-1755)
- Luis de Borbón (1755-1762)

### Príncipes de La Roche-sur-Yon

Escudo de Luis I de Borbón-Condé.

- Luis de Borbón (1473-1520)
- Carlos de Borbón (1520-1565)
- Luis de Borbón (1565-1582)
- Francisco de Borbón (1582-1592)
- Enrique de Borbón (1592-1608)
- María de Borbón (1608-1627)
- Luisa de Orleans (1627-1693)
- Luis de Borbón (1661-1685)
- Francisco de Borbón (1685-1694)
- Luis de Borbón (1694-1698)
- Luisa de Borbón (1698-1750)

### Príncipes de Condé
- Luis de Borbón (1546-1569)
- Enrique de Borbón (1569-1588)
- Enrique de Borbón (1588-1646)
- Luis de Borbón, El Gran Condé (1646-1686)
- Enrique de Borbón (1686-1709)
- Luis de Borbón (1709-1710)
- Luis de Borbón (1710-1740)
- Luis de Borbón (1740-1818)
- Luis de Borbón (1818-1830)

### Príncipes de Conti
- Francisco de Borbón (1581-1614)
- Armando de Borbón (1629-1666)
- Luis de Borbón (1666-1685)

Escudo de Armando de Borbón-Conti.

- Francisco de Borbón, El Gran Conti (1685-1709)
- Luis de Borbón (1709-1727)
- Luis de Borbón (1727-1776)
- Luis de Borbón (1776-1814)

### Reyes de Etruria
- Luis de Borbón (1801-1803)
- Carlos de Borbón (1803-1807) abolido el reino el 10 de diciembre, según acuerdos del Tratado de Fontainebleau.

## Reyes de Francia y Navarra

Versión simplificada del escudo de armas combinado de Francia y Navarra.

El primer rey Borbón de Francia fue Enrique III, rey de Navarra, que asumió el trono de Francia como Enrique IV. Era hijo de Antonio de Borbón, duque de Vendôme y de Juana III de Navarra. Fue bautizado católico, pero profesó la religión protestante y fue líder de los hugonotes en Francia tras la muerte de su tío Luis I de Borbón, príncipe de Condé. Su ascensión al trono francés se dio ante la muerte sin descendencia de su primo, Enrique III, y estuvo llena de problemas debido a su religión.
- Enrique IV de Francia y III de Navarra: rey, 1589-1610
- Luis XIII de Francia: rey, 1610-1643
- Luis XIV de Francia: rey, 1643-1715
- Luis XV de Francia: rey, 1715-1774
- Luis XVI de Francia: rey, 1774-1792; de facto, 1792-1793
- Luis XVII de Francia: pretendiente, 1793-1795
- Luis XVIII de Francia: pretendiente, 1795-1814; rey, 1814-1815; 1815-1824
- Carlos X de Francia: rey, 1824-1830; pretendiente, 1830-1836
- Luis Felipe I de Francia: rey, 1830-1848; pretendiente, 1848-1850

### Pretendientes
- Luis Antonio de Borbón y Saboya, Luis XIX, (1836-1844)
- Enrique Carlos de Borbón y Borbón-Dos Sicilias, Enrique V, (1844-1883)

### Pretendientes Legitimistas

Versión simplificada de las armas de Francia durante la Restauración, más tarde usada por los pretendientes legitimistas al trono de Francia.

- Juan Carlos de Borbón y Braganza, Juan III (1883-1887)
- Carlos María de Borbón y Austria-Este, Carlos XI (1887-1909)
- Jaime Pío de Borbón y Borbón-Parma, Jaime I (1909-1931)
- Alfonso Carlos de Borbón y Austria-Este, Carlos XII (1931-1936)
- Alfonso León de Borbón y Habsburgo-Lorena, Alfonso I (1936-1941)
- Jaime Enrique de Borbón y Battenberg, (Jaime II)/Enrique VI (1941-1975)
- Alfonso Jaime de Borbón y Dampierre, Alfonso II (1975-1989)
- Luis Alfonso de Borbón y Martínez-Bordiu, Luis XX (1989-presente)

### Pretendientes Orleanistas
- Luis Felipe de Orleans y Mecklemburgo-Schwerin, Felipe VII (1850 y 1883-1894)
- Luis Felipe de Orleans y Orleans, Felipe VIII (1894-1926)
- Juan Pedro de Orleans y Orleans, Juan III (1926-1940)
- Enrique Roberto de Orleans y Orleans, Enrique VI (1940-1999)
- Enrique Felipe de Orleans y Orleans-Braganza, Enrique VII (1999-2019)
- Juan de Orleans y Wurttemberg, Juan IV (2019-presente)

## Soberanos de las ramas menores de la Casa de Borbón

### Reyes de España

Escusón de la dinastía de Borbón-Anjou, presente en el escudo de España desde el reinado de Felipe V.

El primer rey Borbón de España fue Felipe, duque de Anjou, que asumió el trono de España como Felipe V. Era hijo de Luis de Francia, El Gran Delfín y de María Ana de Baviera. Por tanto, era nieto de Luis XIV de Francia y de su esposa María Teresa de Austria, hija de Felipe IV de España. Su ascensión al trono español se dio ante la previsible muerte sin herederos de su tío-abuelo Carlos II, que originó la Guerra de Sucesión Española.
- Felipe V de España (1700-1724; 1724-1746)
- Luis I de España (1724)
- Fernando VI de España (1746-1759)
- Carlos III de España (1759-1788)
- Carlos IV de España (1788-1808)
- Fernando VII de España (1813-1833)
- Isabel II de España (1833-1868)
- Alfonso XII de España (1875-1885)
- Alfonso XIII de España (1886-1931; 1931-1941 exiliado)
- Juan (III) de España (1941-1977) Pretendiente
- Juan Carlos I de España (1975-2014)
- Felipe VI de España (2014-presente)

#### Pretendientes Carlistas

Pabellón español desde el al y bandera militar del Imperio español, usada más tarde como enseña representativa del carlismo.

- Carlos María Isidro de Borbón y Borbón-Parma, Carlos V (1833-1845)
- Carlos Luis de Borbón y Braganza, Carlos VI (1845-1860)
- Juan Carlos de Borbón y Braganza, Juan III (1861-1868)
- Carlos María de Borbón y Austria-Este, Carlos VII (1868-1909)
- Jaime Pío de Borbón y Borbón-Parma, Jaime III (1909-1931)
- Alfonso Carlos de Borbón y Austria-Este, Alfonso Carlos I (1931-1936)
  - Carlos Pío de Habsburgo-Lorena y Borbón, Carlos VIII (1936-1953)
- Regencia de Francisco Javier de Borbón-Parma y Braganza, (1936-1952)
- Francisco Javier de Borbón-Parma y Braganza, Javier I (1952-1975)
- Carlos Hugo de Borbón-Parma y Borbón-Busset, Carlos Hugo I (1975-2010)
- Carlos Javier de Borbón-Parma y Orange-Nassau, (Javier II)/Carlos Javier I (2010-presente)
- Sixto Enrique de Borbón-Parma y Borbón-Busset (Regente) (1975-actualidad)

#### Política e historia borbónica en España
Los Borbones españoles del siglo XVIII —Felipe V (1700-1724 y 1724-1746), Luis I (1724), Fernando VI (1746-1759), Carlos III (1759-1788) y Carlos IV (1788-1808)— llevaron a cabo una política de profundas reformas en todos los campos con la intención de colocar a España en un lugar destacado entre las potencias europeas. Felipe V fue ayudado primero por consejeros franceses, relevados pronto por españoles pertenecientes a la primera generación de ilustrados.
La política dinástica sostenida por Felipe V y su segunda esposa, Isabel de Farnesio, otorgó tronos en Italia a los hijos del matrimonio. Carlos obtuvo en 1734 el Reino de Nápoles y el de Sicilia en 1735 derrotando a los austriacos y Felipe en 1748 los ducados de Parma, Plasencia y Guastalla cedidos por el Sacro Imperio Romano Germánico en el Tratado de Aquisgrán. Los reinados de Fernando VI y Carlos III significaron la plenitud del reformismo.
El desarrollo de la América española, cuyas posibilidades económicas aún estaban por explotar en su mayor parte, fue una de las tareas que recibieron más atención.
El agotamiento de los hombres y los programas ilustrados reformistas y la implicación de España en los sucesos internacionales ocasionaron una profunda crisis del Estado y de la dinastía, que llegó a su punto álgido en el enfrentamiento entre el rey Carlos IV y su hijo, el príncipe de Asturias y futuro Fernando VII.
La conjura de El Escorial (1807) y el motín de Aranjuez (1808), promovidos por el círculo de don Fernando contra el favorito de los reyes, Manuel Godoy, provocaron el derrocamiento de Carlos IV y la proclamación de Fernando VII. Estas alarmantes muestras de la descomposición de la dinastía sucedían en una España ocupada por las tropas de Napoleón I Bonaparte, en cuyos planes figuraba ya el destronamiento de los Borbones y la inserción de España en la órbita imperial.
El desprestigio de la familia real alcanzó su cima en las abdicaciones de Bayona, por las que Carlos IV y Fernando VII entregaron a Bonaparte sus derechos a la Corona de España, quien a su vez los transfirió a su hermano José (1808).
A excepción de José I (1808-1813), de la Casa de Bonaparte, y de Amadeo I (1870-1873), de la Casa de Saboya, todos los reyes y reinas de España de los siglos XIX y XX han pertenecido a la dinastía borbónica: Fernando VII (1808-1833), Isabel II (1833-1868), Alfonso XII (1875-1885), Alfonso XIII (1886-1931), Juan Carlos I (1975-2014) (siendo este uno de los artífices de la transición española a la democracia, posterior al régimen dictatorial del general Francisco Franco) y Felipe VI (2014-presente) (quien asume el título tras la abdicación de su padre).

### Ducado de Parma

Bandera del Ducado de Parma.

Escudo del Ducado de Parma.

El primer duque Borbón de Parma fue Carlos, infante de España, que asumió el trono de Parma como Carlos I. Era hijo de Felipe V de España y de su segunda esposa Isabel de Farnesio. Su ascensión al trono se dio ante la reclamación de derechos que Felipe V hiciera en nombre de Isabel de Farnesio, ante la súbita muerte de su tío Antonio Farnesio, que no tuvo descendencia.
- Carlos I de Parma (1731-1735)
- Felipe I de Parma (1748-1765)
- Fernando I de Parma (1765-1802)
- Carlos II de Parma (1847-1849)
- Carlos III de Parma (1849-1854)
- Roberto I de Parma (1854-1859) de facto (1859-1907) pretendiente

#### Pretendientes
- Enrique María de Borbón-Parma y Borbón-Dos Sicilias, Enrique I (1907-1939)
- José María de Borbón-Parma y Borbón-Dos Sicilias, José I (1939-1950)
- Elías Roberto de Borbón-Parma y Borbón-Dos Sicilias, Elías I (1950-1959)
- Roberto Hugo de Borbón-Parma y Austria-Teschen, Roberto II (1959-1974)
- Francisco Javier de Borbón-Parma y Braganza, Javier I (1974-1977)
- Carlos Hugo de Borbón-Parma y Borbón-Busset, Carlos IV (1977-2010)
- Carlos Javier de Borbón-Parma y Orange-Nassau, Carlos V (2010-presente)
- Sixto Enrique de Borbón-Parma y Borbón-Busset (Regente) (1977-actualidad)

### Reyes de las Dos Sicilias

Bandera del Reino de Nápoles.

Escudo del Reino de las Dos Sicilias.

Escudo del Gran Ducado de Luxemburgo.

El primer rey Borbón de Nápoles-Sicilia fue Carlos I, duque de Parma, que asumió el trono de Nápoles como Carlos VII y el de Sicilia como Carlos V. Era hijo de Felipe V de España y de su segunda esposa Isabel de Farnesio. Su ascensión al trono se dio ante la reconquista del Reino de Nápoles y Sicilia en el curso de la Guerra de Sucesión Polaca.
- Carlos IV de Nápoles-Sicilia (1734-1759)
- Fernando I de las Dos Sicilias (1759-1806) y (1816-1825)
- Francisco I de las Dos Sicilias (1825-1830)
- Fernando II de las Dos Sicilias (1830-1859)
- Francisco II de las Dos Sicilias (1859-1861) de facto (1861-1894) pretendiente

#### Pretendientes
- Alfonso María de Borbón-Dos Sicilias y Austria-Teschen, Alfonso I (1894-1934)
- Fernando Pío de Borbón-Dos Sicilias y Borbón-Dos Sicilias, Fernando III (1934-1960)

#### Pretendientes de la línea Española
- Alfonso María de Borbón-Dos Sicilias y Borbón, Alfonso II (1960-1964)
- Carlos María de Borbón-Dos Sicilias y Borbón-Parma, Carlos I (1964-2015)
- Pedro Juan de Borbón-Dos Sicilias y Orleans, Pedro I (2015-presente)

#### Pretendientes de la línea Napolitana
- Rainiero María de Borbón-Dos Sicilias y Borbón-Dos Sicilias, Rainiero I (1960-1966)
- Fernando María de Borbón-Dos Sicilias y Zamoyski, Fernando IV (1966-2008)
- Carlos María de Borbón Dos-Sicilias y Chevron-Villet, Carlos I (2008-presente)

### Grandes duques de Luxemburgo
El primer gran duque Borbón de Luxemburgo fue Félix, duque de Parma, como consorte de su prima Carlota de Luxemburgo. Era hijo de Roberto I de Parma y de su segunda esposa María Antonia de Portugal. Por tanto, era nieto de Miguel I de Portugal y de Adelaida de Löwenstein-Wertheim-Rosenberg, al igual que Carlota. Se lo considera el fundador de la dinastía Borbón-Nassau que ascendió al trono a través de su hijo Juan y que se mantiene hasta la actualidad.
- Juan I de Luxemburgo (1964-2000)
- Enrique I de Luxemburgo (2000-presente)
- Guillermo de Luxemburgo

### Imperio de Brasil

Escudo del Imperio del Brasil.

El primer príncipe imperial Borbón de Brasil fue Gastón, conde de Eu, como consorte de Isabel de Brasil. Era hijo de Luis de Orleans, duque de Nemours y de Victoria de Sajonia-Coburgo-Kohary. Por tanto, era nieto de Luis Felipe I de Francia y de su esposa María Amelia de Borbón-Dos Sicilias, nieta de Carlos III de España. Nunca llegó a ser emperador pues en 1889 fue depuesto Pedro II, padre de Isabel, por un golpe militar que proclamó la Primera República Brasileña.

#### Pretendientes
- Isabel Cristina de Braganza y Borbón-Dos Sicilias, Isabel I (1891-1921)

#### Pretendientes de la rama de Vassouras
- Luis Felipe de Orleans y Braganza (Príncipe) (1908-1920)
- Pedro Enrique de Orleans-Braganza y Borbón-Dos Sicilias, Pedro III (1921- 1981)
- Luis Gastón de Orleans-Braganza y Baviera, Luis I (1981-2022)
- Beltran de Orleans-Braganza y Baviera, Beltran I (2022-presente)

#### Pretendientes de la rama de Petrópolis
- Pedro de Alcántara de Orleans y Braganza (Príncipe) (1891-1908), Pedro III (1921-1940)
- Pedro Gastón de Orleans-Braganza y Dobržensky, Pedro IV (1940-2007)
- Pedro Carlos de Orleans-Braganza y Borbón-Dos Sicilias, Pedro V (2007-presente)

### Reinas y reyes consorte
- María de Borbón (1315-1387), hija de Luis I de Borbón, Emperatriz Latina de Constantinopla por su matrimonio con Roberto II
- Beatriz de Borbón (1320-1383), hija de Luis I de Borbón, Reina de Bohemia por su matrimonio con Juan I
- Blanca de Borbón (1339-1361), hija de Pedro I de Borbón, Reina de Castilla por su matrimonio con Pedro I
- Juana de Borbón (1338-1378), hija de Pedro I de Borbón, Reina de Francia por su matrimonio con Carlos V
- Carlota de Borbón-La Marche (1388-1422), hija de Juan I de La Marche, Reina de Chipre por su matrimonio con Jano de Chipre
- Antonio de Borbón-Vendôme (1518-1562), hijo de Carlos IV de Borbón, Rey de Navarra, por su matrimonio con Juana III
- Isabel de Borbón (1603-1644), hija de Enrique IV de Francia, Reina de España, por su matrimonio con Felipe IV
- Enriqueta María de Borbón (1609-1669), hija de Enrique IV de Francia, Reina de Inglaterra, por su matrimonio con Carlos I
- Mariana Victoria de Borbón (1718-1781), hija de Felipe V de España, Reina de Portugal por su matrimonio con José I
- María Antonia de Borbón (1729-1785), hija de Felipe V de España, Reina de Cerdeña por su matrimonio con Víctor Amadeo III
- María Luisa de Borbón (1745-1792), hija de Carlos III de España, Emperatriz del Sacro Imperio por su matrimonio con Leopoldo II
- María Luisa de Borbón-Parma (1751-1819), hija de Felipe I de Parma, Reina de España por su matrimonio con Carlos IV
- Clotilde de Borbón (1759-1802), hija del Delfín Luis de Francia, Reina de Cerdeña por su matrimonio con Carlos Manuel IV
- María Teresa de Borbón-Dos Sicilias (1772-1807), hija de Fernando I de las Dos Sicilias, Emperatriz de Austria por su matrimonio con Francisco I
- Carlota Joaquina de Borbón (1775-1830), hija de Carlos IV de España, Reina de Portugal por su matrimonio con Juan VI
- María Teresa de Borbón (1778-1851), hija de Luis XVI de Francia, Reina de Francia (durante menos de una hora) para algunos por su matrimonio con Luis Antonio de Francia (Luis XIX para los monárquicos).
- María Cristina de Borbón-Dos Sicilias (1779-1849), hija de Fernando I de las Dos Sicilias, Reina de Cerdeña por su matrimonio con Carlos Félix I
- María Luisa de Borbón (1782-1824), hija de Carlos IV de España, Reina de Etruria por su matrimonio con Luis I de Etruria
- María Amalia de Borbón-Dos Sicilias (1782-1866), hija de Fernando I de las Dos Sicilias, Reina de Francia por su matrimonio con Luis Felipe I
- María Isabel de Borbón (1789-1848), hija de Carlos IV de España, Reina de las Dos Sicilias por su matrimonio con Francisco I
- María Cristina de Borbón-Dos Sicilias (1806-1878), hija de Francisco I de las Dos Sicilias, Reina de España por su matrimonio con Fernando VII
- Luisa María de Orleans (1812-1850), hija de Luis Felipe I de Francia, Reina de Bélgica por su matrimonio con Leopoldo I
- Teresa Cristina de Borbón-Dos Sicilias (1822-1889), hija de Francisco I de las Dos Sicilias, Emperatriz de Brasil por su matrimonio con Pedro II
- Francisco de Asís de Borbón (1822-1902), hijo de Francisco de Paula de Borbón, Rey de España por su matrimonio con Isabel II
- Gastón de Orleans (1842-1922), hijo de Luis de Orleans, Emperador Titular de Brasil por su matrimonio Isabel de Braganza
- María de las Mercedes de Orleans (1860-1878), hija de Antonio de Orleans, Reina de España por su matrimonio con Alfonso XII
- Amelia de Orleans (1865-1951), hija de Felipe de Orleans, Reina de Portugal por su matrimonio con Carlos I de Portugal.
- Zita de Borbón-Parma (1892-1989), hija de Roberto I de Parma, Emperatriz de Austria y Reina de Hungría por su matrimonio con Carlos I
- Félix de Borbón-Parma (1893-1970), hijo de Roberto I de Parma, Gran Duque de Luxemburgo por su matrimonio con Carlota I

### Genealogía de la Casa de Borbón en Francia

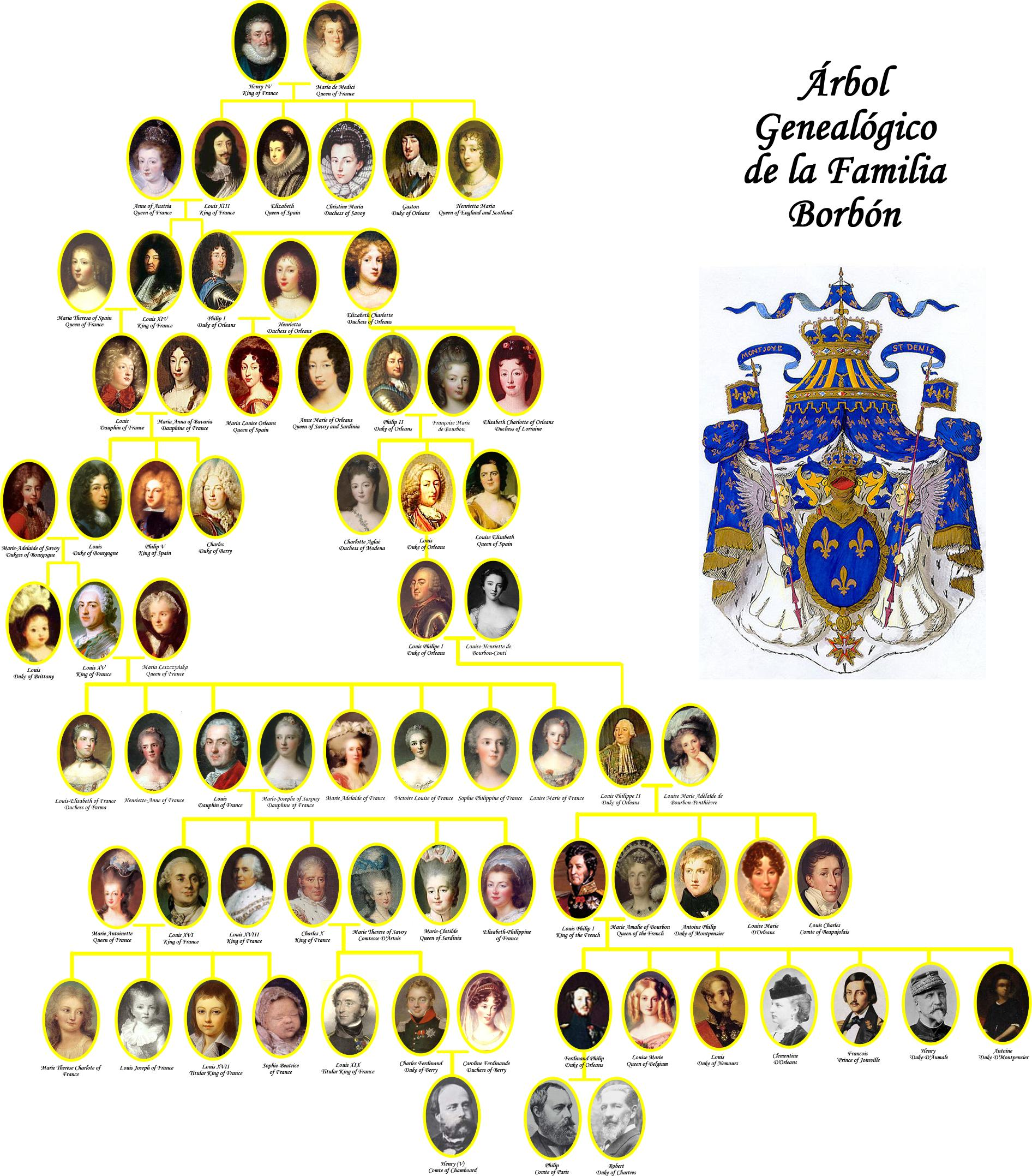

## Líderes de las casas de Borbones
| Casa de Borbón            | Territorio                                                                 | Jefe de la Casa                                                | Título                                                                          | Consorte                                           | Heredero                                                                                                   |
| ------------------------- | -------------------------------------------------------------------------- | -------------------------------------------------------------- | ------------------------------------------------------------------------------- | -------------------------------------------------- | --- |
| Borbón-Anjou              | Anjou Pretendiente legitimista al trono de Francia, Baja Navarra y Andorra | Luis XX Alfonso de Borbón-Anjou y Martínez-Bordiú              | Rey de Francia, Baja Navarra, Copríncipe de Andorra y Duque de Anjou.           | María Margarita Vargas Santaella                   | Luis Duque de Borgoña y Delfín de Francia, (Viennois).                                                     |
| Borbón-Anjou              | España y Alta Navarra.                                                     | Felipe VI de Borbón y Grecia                                   | Rey de España, Alta Navarra y Conde de Barcelona.                               | Letizia Ortiz Rocasolano, Reina consorte de España | Leonor Princesa de Asturias, Gerona, Viana, Duquesa de Montblanc, Condesa de Cervera y Señora de Balaguer. |
| Borbón-Anjou-Dos Sicilias | Sicilia y Nápoles                                                          | Pedro I de Borbón-Anjou-Dos Sicilias y Borbón-Orleans.         | Rey de Dos Sicilias, Duque de Calabria y Conde de Caserta.                      | Sofía Landaluce y Melgarejo                        | Jaime Duque de Noto y Capúa                                                                                |
| Borbón-Anjou-Dos Sicilias | Castro                                                                     | Carlos II de Borbón-Anjou-Dos Sicilias y Chevron-Villet        | Duque de Castro y Rey de Dos Sicilias                                           | Camila Crociani Vesselovsky                        | María Carolina Duquesa de Palermo                                                                          |
| Borbón-Anjou-Parma        | Parma, Plasencia y Guastalla                                               | Carlos V Javier de Borbón-Anjou-Parma y Orange-Nassau          | Duque de Parma, Plasencia, Guastalla y pretendiente carlista al trono de España | Ana María Baronesa de Weezel                       | Carlos Enrique Duque heredero de Parma y Príncipe de Asturias                                              |
| Borbón-Anjou-Parma-Nassau | Luxemburgo                                                                 | Enrique I de Borbón-Anjou-Parma-Nassau y Sajonia-Coburgo-Gotha | Gran Duque de Luxemburgo, Duque de Nassau y Príncipe de Parma                   | María Teresa Mestre Batista                        | Guillermo Gran Duque heredero de Luxemburgo                                                                |
| Borbón-Orleans            | Orleans                                                                    | Juan IV de Borbón-Orleans y Wurttemberg                        | Duque de Orleans y Pretendiente orleanista de Francia                           | Philomena de Tornos y Steinhart                    | Gastón Delfín de Francia y Duque de Vendôme.                                                               |
| Borbón-Orleans-Braganza   | Brasil                                                                     | Beltran I de Borbón-Orleans-Braganza y Wittelsbach             | Emperador de Brasil                                                             | No hay                                             | Bernardo Príncipe imperial de Brasil                                                                       |
| Borbón-Bhopal             | Shergar                                                                    | Balthazar Napoleón IV de Borbón                                | Rajá de Shergar                                                                 | Elisha Pacheco                                     | Federico Príncipe heredero de Shergar                                                                      |